# Нова Дједина (Љевице)
Нова Дједина (слч. Nová Dedina) насељено је мјесто са административним статусом сеоске општине (слч. obec) у округу Љевице, у Њитранском крају, Словачка Република.

## Становништво
| Година:    | 1994. | 2004.   | 2014.   | 2024.   |
| ---------- | ----- | ------- | ------- | ------- |
| Број људи: | 1588  | 1540    | 1524    | 1455    |
| Разлика:   |       | -3,02 % | -1,03 % | -4,52 % |

| Година:    | 2023. | 2024.   |
| ---------- | ----- | ------- |
| Број људи: | 1452  | 1455    |
| Разлика:   |       | +0,20 % |

Према подацима о броју становника из 2011. године насеље је имало 1.549 становника.